# Тамира и Селим
«Тами́ра и Сели́м» — трагедия Михаила Ломоносова, написанная и впервые поставленная на сцене в 1750 году. Стала одной из первых трагедий в русской литературе.

## Сюжет
Действие пьесы происходит в 1380 году. Согласно вступлению, здесь «изображается стихотворческим вымыслом позорная погибель гордого Мамая царя татарского». Основная сюжетная линия выдумана Ломоносовым: крымский царь Мумет, планирующий выдать за Мамая свою дочь Тамиру, отправляет с ним в поход на Русь сына, Нарсима. Позже багдадский царевич Селим осаждает Мумета в Кафе. На крепостной стене он видит Тамиру и влюбляется в неё, она отвечает взаимностью. В Кафу приезжает Мамай, рассказывающий, что одержал победу над русскими. Он торопит Мумета со свадьбой, но в это время появляется Нарсим, который открывает правду: татарская армия разгромлена на Куликовом поле. Нарсим убивает Мамая в поединке, Мумет соглашается выдать Тамиру за Селима.

## Создание и оценки
29 сентября 1750 года президент российской Академии наук Кирилл Разумовский огласил «изустный указ» императрицы Елизаветы, согласно которому профессора Василий Тредиаковский и Михаил Ломоносов должны были «сочинить по трагедии». Этот указ был связан с крайним дефицитом сценического материала в придворном театре: на тот момент существовали только две оригинальные русские трагедии (обе написанные Александром Сумароковым). Ломоносов к тому времени уже работал над пьесой «Тамира и Селим» (Тредиаковский написал «Деидамию», которую было решено не публиковать). Работа закончилась в ноябре, в том же году пьеса была издана отдельной книгой, 1 декабря она была поставлена на сцене кадетами Сухопутного шляхетного корпуса. В 1751 году её переиздали тиражом 600 экземпляров.
Исследователи констатируют, что ту часть сюжета «Тамиры и Селима», которая связана с Куликовской битвой, Ломоносов позаимствовал из «Киевского синопсиса» (оттуда он взял в том числе характеристики персонажей), а также из «Сказания о Мамаевом побоище». Найден ряд параллелей с пьесами Жана Расина, Иоганна Кристофа Готтшеда, Сумарокова. Трагедия не пользовалась большим успехом и быстро была забыта, с 1910-х годов она является предметом интереса литературоведов.
Сразу после «Тамиры и Селима» Ломоносов написал ещё одну трагедию, «Демофонт», — на этот раз на античный сюжет.